# Korfantów (gmina)
Korfantów est une gmina mixte du powiat de Nysa, Opole, dans le sud-ouest de la Pologne. Son siège est la ville de Korfantów, qui se situe environ 20 km à l'est de Nysa et 30 km au sud-ouest de la capitale régionale Opole.
La gmina couvre une superficie de 179,78 km2 pour une population de 9 784 habitants.

## Géographie
Outre la ville de Korfantów, la gmina inclut les villages de Borek, Gryżów, Jegielnica, Kuropas, Kuźnica Ligocka, Myszowice, Niesiebędowice, Piechocice, Pleśnica, Przechód, Przydroże Małe, Przydroże Wielkie, Puszyna, Rączka, Rynarcice, Rzymkowice, Ścinawa Mała, Ścinawa Nyska, Stara Jamka, Węża, Wielkie Łąki, Włodary et Włostowa.
La gmina borde les gminy de Biała, Łambinowice, Nysa, Prószków, Prudnik et Tułowice.